# Stefan Jerzy Zweig
Stefan Jerzy Zweig (né le 28 janvier 1941 à Cracovie ; décédé 6 février 2024 à Vienne) est connu sous le nom de « l'enfant de Buchenwald » dans le roman de Bruno Apitz Nu parmi les loups.

## Biographie
Stefan Jerzy Zweig naît dans le ghetto de Cracovie le 28 janvier 1941 fils de parents d'origine juive. Ses parents sont Zacharias Zweig, avocat de profession, et Helena Zweig. Il a également une sœur Sylwia Zweig.
La famille est séparée en août 1944. Sa mère et sa sœur sont déportées et assassinées dans le camp de concentration d'Auschwitz.
Pour sauver l'enfant, son père aurait demandé à un médecin de l'anesthésier et de le cacher dans un sac à dos. Ils sont déportés au camp de concentration de Buchenwald, où ils arrivent le 5 août 1944. Son père est enregistré sous la mention « Juif polonais politisé » et le numéro de prisonnier 67509.
Pendant longtemps, le petit garçon est caché aux SS. Les prisonniers Willi Bleicher et Robert Siewert s'occupent de lui. Lorsqu'il figure sur la liste des enfants devant être emmenés au camp de concentration d'Auschwitz, en septembre 1944, il est caché par son père parmi des prisonniers atteints du typhus. Plus tard, son nom et celui de onze autres enfants sont retirés de la liste des 200 enfants et jeunes qui devaient être emmenés à Auschwitz le 26 septembre 1944. Les douze noms supprimés sont remplacés par douze autres, dont Willy Blum, un garçon Sinto de 16 ans, dernier sur la liste. Stefan Jerzy Zweig est ensuite introduit clandestinement dans le « Petit Camp » et y est caché par son père jusqu'à la libération de Buchenwald en avril 1945. La présence du père et son engagement envers son fils ne sont pas mentionnés dans le roman de Bruno Apitz , Nackt unter Wölfen (Nu parmi les loups), ni dans les deux films du même nom réalisés respectivement en 1963 et 2015.
Atteint de tuberculose, Zweig est soigné après sa libération en Pologne, en Suisse et en France jusqu'en 1949. Il part ensuite en Israël avec son père. Il obtient un emploi de commis au ministère des Finances, poste qu'il occupe jusqu'à sa retraite. Il obtient son diplôme d'études secondaires et effectue son service militaire dans l'armée israélienne. Il commence ensuite à étudier les mathématiques à Tel Aviv, avant d'abandonner.
Lorsque le roman Nu parmi les loups est publié en 1958, les Zweig père et fils ne sont pas au courant de son existence. Ce n'est qu'en 1963, lors de l'adaptation cinématographique de Frank Beyer, avec Armin Mueller-Stahl dans le rôle principal, que les journalistes de la RDA se mettent à la recherche de Zweig. Celui-ci vient de reprendre ses études de mathématiques à Lyon lorsque les médias s'intéressent à lui. Lors d'un séjour en RDA, Zweig rencontre Bruno Apitz, un événement organisé par la propagande.
Après avoir une fois de plus abandonné ses études, Zweig effectue en 1964 une formation de cameraman au studio de cinéma de Babelsberg, en partie grâce à sa popularité.
Il épouse une citoyenne de la RDA et s'installe à Vienne avec elle et leur fils en 1972. Là, il obtient un emploi de caméraman à l'ORF. Son père meurt la même année.

Au début des années 1950, une plaque commémorative est placée au mémorial du camp de concentration de Buchenwald : 

« Dans ce bâtiment se trouvaient la chambre des effets personnels, la chambre des vêtements des détenus et la chambre des équipements. Dans la chambre des effets personnels, des détenus cachèrent le petit Stefan Zweig, âgé de 3 ans, entre des sacs. Au péril de leur vie, ils sauvèrent l'enfant de l'extermination. »

Cette plaque a été remplacée par la direction du mémorial au début de l'année 2000 par un panneau d'information plus détaillé sur la fonction du bâtiment, qui, sans mentionner Zweig, souligne que des milliers de jeunes et d'enfants y sont passés en route vers le petit camp et vers les différents commandements d'armement. Zweig dénonce ce changement dans le livre Les larmes seules ne suffisent pas en 2005. Il proteste également contre la diffamation de ses sauveteurs, qualifiés de « staliniens ». Il a ensuite poursuivi en justice le directeur du mémorial, Volkhard Knigge, pour, entre autres, s'être abstenu d'utiliser le terme « échange de victimes » dans ses déclarations sur son sauvetage, et pour obtenir des dommages et intérêts. Après que le tribunal régional de Berlin eut rejeté l'action en première instance, Knigge a accepté le 23 février 2012, dans le cadre de la procédure d'appel devant le tribunal régional supérieur et dans le cadre d'un accord, de ne plus utiliser l'expression litigieuse dans les interviews.
Zweig, qui a souffert toute sa vie des conséquences de son emprisonnement, est décédé à Vienne le 6 février 2024, à l'âge de 83 ans.

## La référence àNu parmi les loups
Bruno Apitz ne connaissait pas le garçon Stefan Jerzy Zweig. Le roman est basé sur les propres expériences d'Apitz et sur des ouï-dire concernant le garçon. Certaines déclarations et parties du roman ne correspondent donc pas à l'histoire originale de Zweig. Par exemple, Apitz écrit qu'un officier polonais fait prisonnier de guerre, qui n'est pas le père, fait d'abord entrer clandestinement l'enfant dans le camp dans une valise et le laisse peu après dans un convoi vers un camp d'extermination, où il est vraisemblablement tué.
L'histoire de Stefan Jerzy Zweig a été écrite par son père dans un rapport pour le mémorial de l'Holocauste de Yad Vashem. Il est sorti en 1987 sous le titre Mon père, que fais-tu ici...? Entre Buchenwald et Auschwitz  et réédité par son fils en 2005 avec des notes personnelles et une postface d'Elfriede Jelinek.